# Formula–1 kelet-amerikai nagydíj

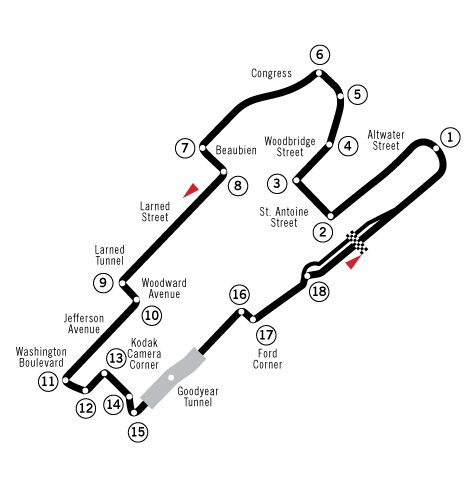
Detroit street circuit

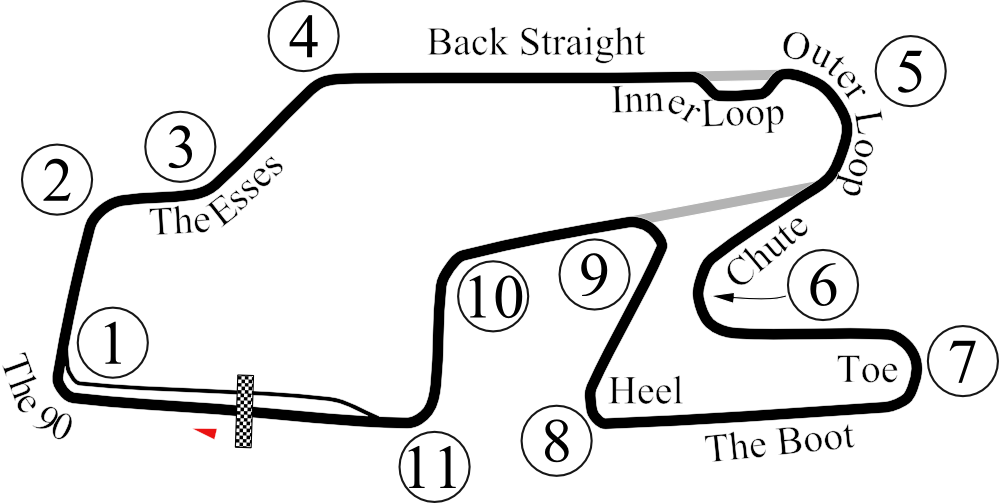
Watkins Glen

A Formula–1 kelet-amerikai nagydíjat 1976 és 1980 között Watkins Glenben, 1982 és 1984 között Detroitban rendezték meg.
| Év   | Versenyző         | Konstruktőr   | Pálya        | Riport |
| ---- | ----------------- | ------------- | ------------ | ------ |
| 1984 | Nelson Piquet     | Brabham-BMW   | Detroit      | Riport |
| 1983 | Michele Alboreto  | Tyrrell-Ford  | Detroit      | Riport |
| 1982 | John Watson       | McLaren-Ford  | Detroit      | Riport |
| 1980 | Alan Jones        | Williams-Ford | Watkins Glen | Riport |
| 1979 | Gilles Villeneuve | Ferrari       | Watkins Glen | Riport |
| 1978 | Carlos Reutemann  | Ferrari       | Watkins Glen | Riport |
| 1977 | James Hunt        | McLaren-Ford  | Watkins Glen | Riport |
| 1976 | James Hunt        | McLaren-Ford  | Watkins Glen | Riport |